# Alfonso VI de León
Alfonso VI de León, llamado «el Bravo» (1040/1041-Toledo, 1 de julio de 1109), hijo del matrimonio de Fernando I de León y Sancha, fue rey de León entre 1065 y 1072 en un primer reinado y entre 1072 y 1109 en un segundo, de Galicia entre 1071 y 1072 y también entre 1072 y 1109, y de Castilla entre 1072 y 1109 y por ello fue emperador de Hispania.
Durante su reinado, se produjo la conquista de Madrid (1079) y la conquista de Toledo (1085) y tuvieron lugar las batallas de Sagrajas (1086) y Uclés (1108), que constituyeron sendas derrotas para las mesnadas leonesas y castellanas. En la segunda falleció el heredero del rey, el infante Sancho Alfónsez.

## Orígenes familiares e infancia
Hijo del rey Fernando I y de su esposa, la reina Sancha de León, Alfonso era un «infante leonés con sangre navarra y castellana». Sus abuelos paternos fueron Sancho Garcés III, rey de Pamplona, y su esposa la reina Muniadona —hija de Sancho García, conde de Castilla— y los maternos fueron el rey Alfonso V de León y su esposa la reina Elvira Menéndez.
El año de su nacimiento no está registrado en la documentación medieval. Un texto coetáneo del cronista anónimo de Sahagún que conoció al monarca y se halló presente cuando murió, relata que falleció con 62 años de vida y 44 de reinado, por lo tanto, según este texto, habría nacido en el segundo semestre de 1047 o en la primera mitad de 1048.
Según el Silense, la primogénita, Urraca, vino al mundo cuando sus padres aún eran condes de Castilla, antes de reinar, así que habrá nacido en 1036/37. El segundogénito, Sancho, habrá nacido en el segundo semestre de 1038 o en 1039. La infanta Elvira pudo haber nacido en 1039/40, Alfonso en 1040/41, y el más pequeño de los hermanos, García, entre 1041 y el 24 de abril de 1043 cuando el rey Fernando, en una donación a la abadía de San Andrés de Espinareda, menciona a sus cinco hijos. Todos ellos, excepto Elvira, confirman un documento en el monasterio de San Juan Bautista de Corias el 26 de abril de 1046.
Todos los hijos del rey Fernando, según el Silense, fueron educados en las artes liberales y los varones también en las armas, el «arte de correr caballos al uso español» y en la caza. El clérigo Raimundo fue el encargado del aprendizaje de Alfonso en las letras. Ya siendo rey, Alfonso lo nombró obispo de Palencia y se refirió a él como magistro nostro, viro nobile et Deum timenti. Posiblemente Alfonso pasó largas temporadas en Tierra de Campos donde aprendió el arte de la guerra y lo que se esperaba de un caballero junto con Pedro Ansúrez, hijo de Ansur Díaz y sobrino del conde Gómez Díaz de Saldaña, todos del linaje de los Banu Gómez.

## Ascenso al trono
Como segundo hijo varón del rey de León y conde de Castilla, Fernando I, y de la reina Sancha de León, a Alfonso no le habría correspondido heredar. A finales de 1063, probablemente el 22 de diciembre, aprovechando que numerosos magnates se habían reunido en la capital del reino para la consagración de la basílica de San Isidoro de León, Fernando I convocó una Curia Regia para dar a conocer sus disposiciones testamentarias, en las cuales decidió repartir su patrimonio entre sus hijos, reparto que no se haría efectivo hasta la muerte del monarca con el fin de evitar que surgieran discordias después de su muerte.
- A Alfonso le correspondió el Reino de León,[16] «la parte más extensa, valiosa y emblemática: la que contenía las ciudades de Oviedo y León, cunas de la monarquía astur-leonesa»,[3] que comprendía Asturias, León, Astorga, El Bierzo, Zamora con Tierra de Campos así como las parias de la taifa toledana.[17][14]
- A su hermano mayor, Sancho, le correspondió el Reino de Castilla, creado por su padre para él, y las parias sobre el reino taifa de Zaragoza.[16][18][c][14]
- A su hermano menor, García, le correspondió toda la región de Galicia, «elevada a categoría de reino»[19] que se extendía hacia el sur hasta el río Mondego en Portugal más las parias del rey taifa de Badajoz[19] y Sevilla.[20][14]
- A sus hermanas Urraca y Elvira les correspondió el infantazgo, o sea «el patronato y las rentas de todos los monasterios pertenecientes al patrimonio regio»[19] con la condición de que no podrían contraer matrimonio.[20]

El historiador Alfonso Sánchez Candeira sugiere que, aunque no se conocen las razones que llevaron al rey Fernando a dividir los reinos, heredando Alfonso el de León que llevaba implícito el título imperial, el reparto pudo ser debido a que consideró conveniente que a cada hijo varón le entregara en herencia la región donde fueron educados y donde pasaron sus primeros años. En todo caso, la consecuencia principal de la decisión paterna fue el desencadenamiento de luchas fratricidas por el poder que duraron siete años.

## Reinado

### Primera etapa (1065-1072): consolidación del trono
Tras su coronación en la ciudad de León en enero de 1066, Alfonso tuvo que enfrentarse con los deseos expansionistas de su hermano Sancho quien, como primogénito, se consideraba el único heredero legítimo de todos los reinos de su padre. Los conflictos se inician cuando el 7 de noviembre de 1067 fallece la reina Sancha, suceso que abrirá un periodo de siete años de guerra entre los tres hermanos y cuyo primer acto tendrá lugar el 19 de julio de 1068 cuando Alfonso y Sancho se enfrentan en Llantada, en un juicio de Dios en el que ambos hermanos pactan que el que resultase victorioso obtendría el reino del derrotado. Aunque Sancho vence, Alfonso no cumple con lo acordado, a pesar de lo cual las relaciones entre ambos se mantienen como demuestra el hecho de que Alfonso acudiera, el 26 de mayo de 1069, a la boda de Sancho con una noble inglesa llamada Alberta y donde ambos decidieron unirse para repartirse el reino de Galicia que le había correspondido a García, el menor de los hijos de Fernando I.

Con la complicidad de Alfonso, su hermano Sancho entra en Galicia en 1071 y, tras derrotar a su hermano García, lo apresa en Santarém y lo encarcela en Burgos hasta que es exiliado a la taifa de Sevilla, gobernada por Al-Mutámid. Tras eliminar a su hermano, Alfonso y Sancho se titulan reyes de Galicia y firman una tregua.

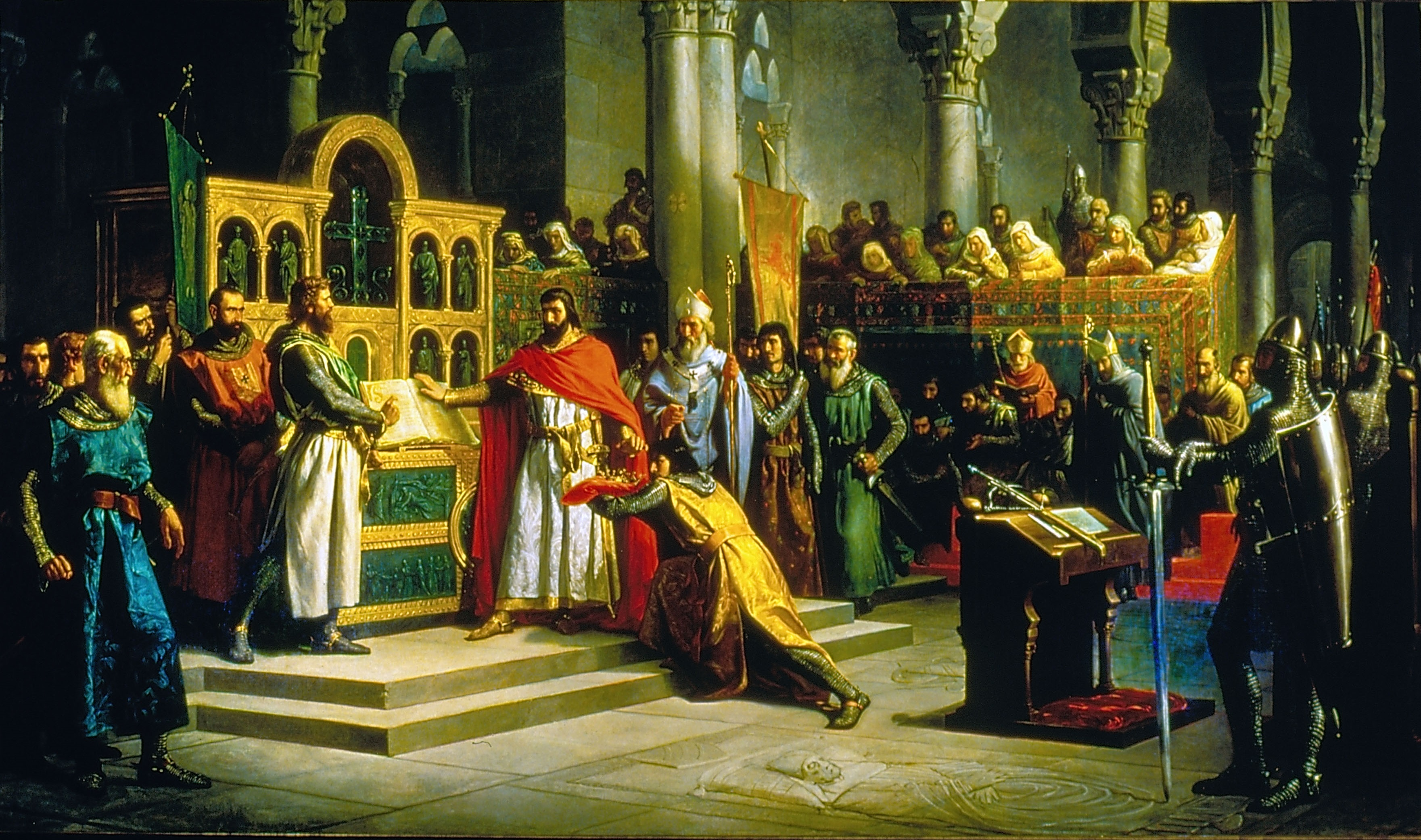
Jura de Santa Gadea, de Marcos Hiráldez de Acosta. 1864. (Palacio del Senado de España, Madrid).

La tregua se rompe con la batalla de Golpejera en 1072. Las tropas de Sancho salen victoriosas, pero este decide no perseguir a su hermano. Alfonso fue hecho prisionero y encarcelado en Burgos. Posteriormente es trasladado al monasterio de Sahagún, donde se le rasura la cabeza y se le obliga a tomar la casulla. Gracias a la intercesión de su hermana Urraca, Sancho y Alfonso llegaron a un acuerdo para que Alfonso marchara y se refugiase en la taifa de Toledo bajo la protección de su vasallo, el rey Al-Mamún y acompañado por el fiel Pedro Ansúrez, amigo de su infancia, y sus dos hermanos Gonzalo y Fernando.
Alfonso, desde su exilio en Toledo, logra el apoyo tanto de su hermana Urraca como de la nobleza leonesa que se hacen fuertes en la ciudad de Zamora, señorío que Alfonso le había otorgado anteriormente, obligando a Sancho, en 1072, a sitiar la ciudad para someterla después de que Urraca se negara a canjearla por otras plazas que le había ofrecido Sancho, deseoso de controlar la plaza fuerte de Zamora, «clave para la futura expansión al sur del Duero». En el transcurso del asedio el rey Sancho recibió la muerte en octubre de ese año. La tradición o leyenda narra el episodio con el detalle de que durante el cerco, un noble zamorano o gallego llamado Vellido Dolfos se presentó ante el rey como desertor y, con la excusa de mostrarle los puntos débiles de las murallas, lo separó de su guardia y consiguió acabar con su vida de una lanzada. Aunque no hay constancia alguna de que la muerte de Sancho se debiera a una traición más que a un engaño, ya que Dolfos era enemigo de Sancho, su asesinato fue debido a un lance bélico propio de la situación de sitio y no se produjo en las murallas sino en un bosque cercano donde Dolfos llevó al rey castellano alejándolo de su protección armada. La muerte violenta de su hermano Sancho, que no dejó descendencia, permitió a Alfonso recuperar su trono y reclamar para sí Castilla y Galicia.
Aunque Rodrigo Díaz de Vivar, hombre de confianza y portaestandarte del rey Sancho, se halló en el sitio de Zamora, no consta cuál había sido su actuación. Tampoco se puede atribuir a Alfonso, que estaba desterrado y alejado de los hechos, la muerte de su hermano, «pero los juglares y el romancero rellenaron este vacío con hermosas creaciones literarias desprovistas de cualquier realidad histórica».
En este momento, la Leyenda de Cardeña acerca del Cid (siglo XIII) sitúa la jura exculpatoria de la posible participación de Alfonso en el asesinato de su hermano, que tomó El Cid en la iglesia de Santa Gadea de Burgos (Jura de Santa Gadea) y que provocaría una relación de desconfianza mutua entre ambos, aunque Alfonso intentó un acercamiento al ofrecerle en matrimonio a su sobrina Jimena Díaz junto a la inmunidad de sus heredades. Estos hechos y sus consecuencias llegarían con el tiempo a ser considerados históricos por multitud de cronistas e historiadores, aunque en la actualidad la mayor parte de estos rechazan la historicidad del episodio.
La muerte de Sancho también fue aprovechada por García para recuperar su propio trono, pero al año siguiente, el 13 de febrero de 1073, fue llamado por Alfonso a una reunión, y fue apresado y encarcelado de por vida en el castillo de Luna, donde fallecería finalmente el 22 de marzo de 1090. Eliminados los dos hermanos, Alfonso no tuvo problema en obtener la lealtad tanto del alto clero como de la nobleza de sus territorios; para confirmar esta, pasó los dos años siguientes visitándolos.
En 1087 o 1088, estalló una revuelta en Galicia contra la concesión al yerno de Alfonso de esta región. El alzamiento fue sofocado y sirvió a Alfonso para reorganizar el episcopado del oeste del reino; el obispo de Santiago fue depuesto, junto a otros dos de los siete de la zona.

### Segunda etapa (1072-1086): expansión territorial
Consolidado en el trono leonés, y con el título de emperador que heredaba de la tradición neogoticista leonesa, Alfonso VI dedica los siguientes catorce años de su reinado a engrandecer sus territorios mediante conquistas como la de Uclés y los territorios de los Banu Di-l-Nun. También se tituló, desde 1072, rex Spanie.

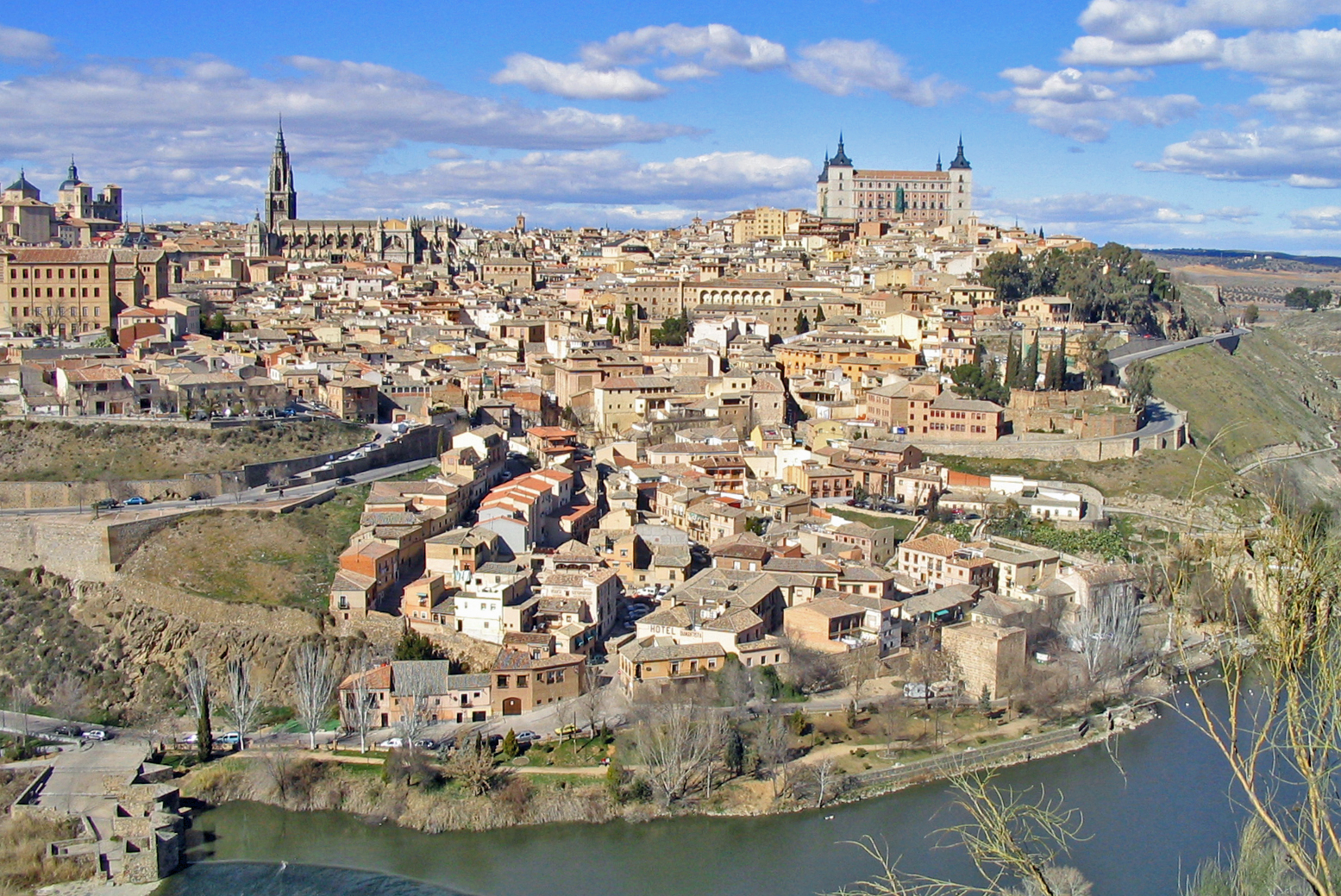
Vista general de la ciudad de Toledo, conquistada por Alfonso VI el Bravo en 1085.

Alfonso se apoyó en un grupo de nobles que lo sostuvieron durante su reinado. Además del fiel Ansúrez, este grupo lo integraron su cuñado el conde Martín Alfonso, tenente de Simancas y Tordesillas y hermano de Eylo Alfonso, el álférez real Pedro González de Lara y Fernando Díaz. Otras figuras como Rodrigo Díaz de Vivar o el yerno del rey, el conde Raimundo de Borgoña, tuvieron una influencia secundaria en el círculo de la corte alfonsina.
Su primer movimiento lo realiza en 1076, cuando al fallecer asesinado el monarca navarro Sancho Garcés IV, la nobleza navarra decide que el trono no pase a su hijo menor de edad, sino a uno de los nietos de Sancho III de Pamplona: Alfonso VI o Sancho Ramírez de Aragón, que invadieron el reino navarro. Tras llegar a un acuerdo, Sancho Ramírez es reconocido como rey de Navarra y Alfonso se anexiona los territorios de Álava, Vizcaya, parte de Guipúzcoa, La Rioja y La Bureba, adoptando en 1077 el título de Imperator totius Hispaniae ('Emperador de toda España').
Pero su gran expansión territorial la hará a costa de los reinos taifas musulmanes, para lo cual Alfonso siguió con la práctica de explotación económica mediante el sistema de parias consiguiendo que la mayor parte de los reinos de taifas de la España musulmana fuesen sus tributarios, práctica a la que unió la presión militar. En 1074 probablemente recuperó el pago de las parias de Toledo y ese mismo año, ayudado por tropas de esta ciudad, taló las tierras de la taifa granadina, que como consecuencia comenzó también a pagar tributo a Alfonso. En 1076, el emir de Zaragoza, que deseaba apoderarse de Valencia sin que lo estorbase Alfonso, se avino a reanudar el pago de las parias. En 1079, se adueñó de Coria.

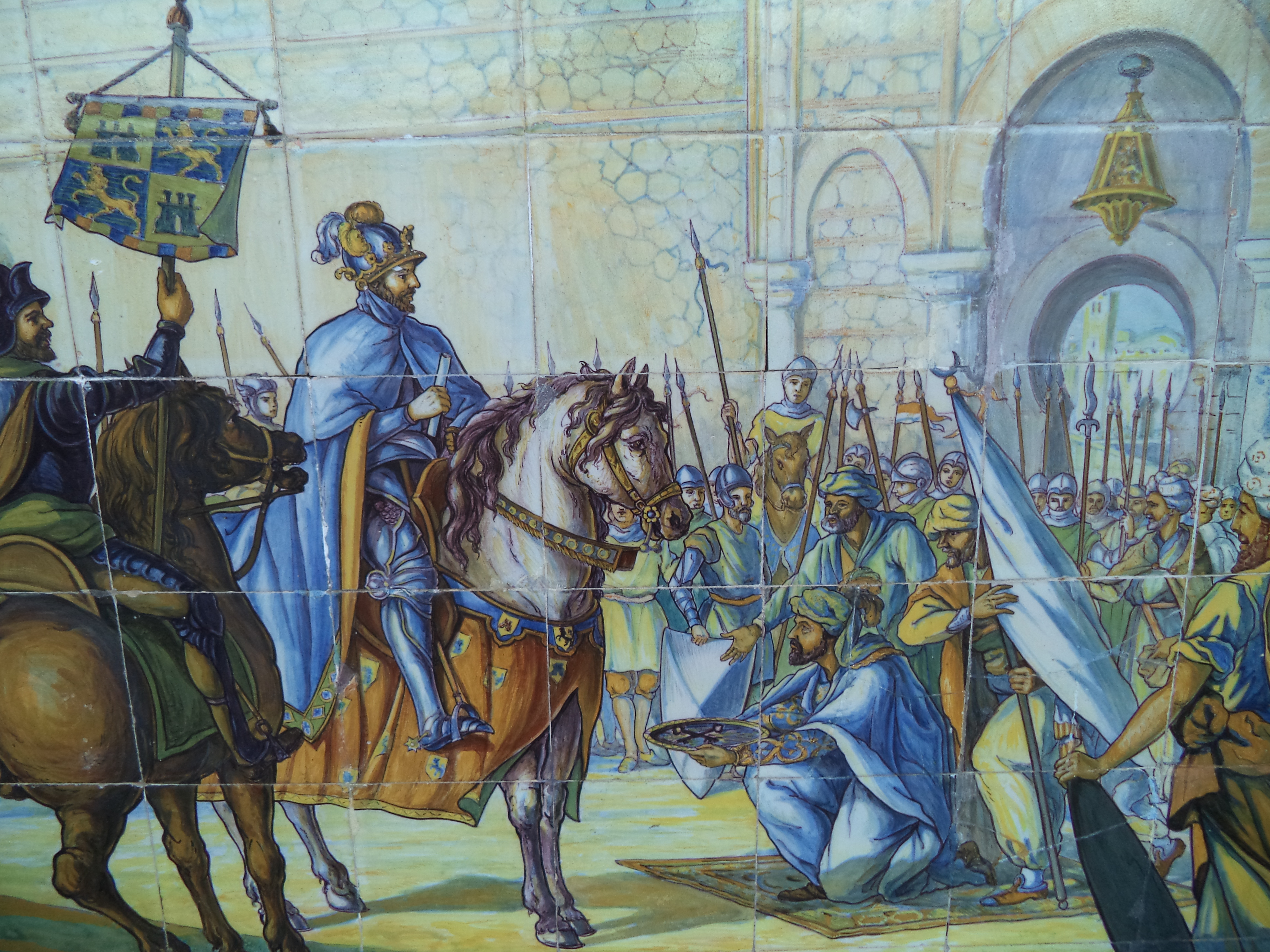
Alfonso VI conquista Toledo el 25 de mayo de 1085. Banco de la plaza de España de Sevilla

Una de las iniciativas de estos años, que ha pasado a la historia como la traición de Rueda, terminará en fracaso. Tuvo lugar el 6 de enero de 1083 en el castillo de Rueda de Jalón, cuando Alfonso recibe noticias de que el alcaide de dicha fortaleza, la cual pertenecía al reino Taifa de Zaragoza, pretende rendirla al rey leonés. Las tropas que envía Alfonso son emboscadas al entrar en el castillo y mueren varios de sus principales magnates.
En 1074 había fallecido envenenado en Córdoba su vasallo y amigo, el rey de la taifa de Toledo Al-Mamún, a quien sucedió su nieto Al-Qádir, quien, en 1084, solicitó por segunda vez la ayuda de Alfonso ante un levantamiento que pretendía derrocarlo. Alfonso aprovechó el llamamiento de ayuda del rey taifa para sitiar Toledo, ciudad que caería el 25 de mayo de 1085 y al-Qádir fue enviado como rey a Valencia bajo la protección de Álvar Fáñez. Para facilitar esta operación y recuperar el pago de las parias de la ciudad, que había dejado de pagarlas el año anterior, Alfonso asedió Zaragoza en la primavera de 1086. A comienzos de marzo, Valencia aceptó a al-Qádir; Játiva trató de resistir solicitando el socorro del reyezuelo de Tortosa y Lérida, que realizó una fallida incursión por la región antes de retirarse acosado por las huestes de Fáñez.
Tras esta importante conquista, el monarca se tituló emperador de las dos religiones y como gesto ante la importante población musulmana de la ciudad se compromete, además de respetar las propiedades de estos, a reservarles la mezquita mayor para su culto. Esta decisión será revocada por el recién nombrado arzobispo de Toledo, Bernardo de Sedirac, aprovechando una ausencia del monarca de Toledo y valiéndose para ello del apoyo de la reina Constanza de Borgoña. El arzobispo transformó la mezquita en catedral.
La ocupación de Toledo, que permite a Alfonso VI incorporar el título de rey de Toledo a los que ya ostentaba (victoriosissimo rege in Toleto, et in Hispania et Gallecia), llevó a la toma de ciudades como Talavera y de fortalezas como el castillo de Aledo. También ocupa la entonces ciudad de Maŷriṭ en 1085 sin resistencia, probablemente mediante capitulación. La incorporación del territorio situado entre el Sistema Central y el río Tajo, servirá de base de operaciones para la Corona leonesa, desde donde podía emprender un mayor hostigamiento contra las taifas de Córdoba, Sevilla, Badajoz y Granada.

### Tercera etapa (1086-1109): la invasión almorávide
La conquista de la extensa y estratégica taifa toledana, el control de Valencia y la posesión de Aledo, que aisló Murcia del resto de al-Ándalus, preocuparon a los soberanos musulmanes de la península. La presión militar y económica sobre los reinos taifas hizo que los reyes de las taifas de Sevilla, Granada, Badajoz y Almería decidiesen pedir ayuda a los almorávides que, a finales de julio del 1086, al mando del emir Yúsuf ibn Tasufín, cruzaron el estrecho de Gibraltar y desembarcaron en Algeciras.
En Sevilla, el ejército almorávide se unió a las tropas de los reinos taifas y juntos se dirigieron a tierras extremeñas donde, el 23 de octubre de 1086, se enfrentaron en la batalla de Zalaca a las tropas de Alfonso VI, que se había visto obligado a abandonar el sitio a que sometía a la ciudad de Zaragoza. A él se reunió también Álvar Fáñez, a quien se había llamado desde Valencia para unirse a las fuerzas del rey. La batalla se saldó con la derrota de las tropas cristianas, que regresaron a Toledo para defenderse, pero el emir no supo aprovechar la victoria, pues regresó apresuradamente a África a causa de la muerte de su hijo. El choque marcó el comienzo de una nueva etapa en la península que duró unas tres décadas, en las que la iniciativa militar pasó a los almorávides y el reino de Alfonso tuvo que mantenerse a la defensiva; logró en todo caso retener Toledo, objetivo principal de las acometidas almorávides. Estas no cesaron durante las dos últimas décadas del reinado de Alfonso y detuvieron la expansión leonesa por la península que había acaecido en tiempos de su padre Fernando y durante la primera parte de su propio gobierno.
Alfonso solicitó a los reinos cristianos de Europa la organización de una cruzada contra los almorávides que habían recuperado casi todos los territorios que Alfonso había conquistado, con la excepción de Toledo, ciudad en la que Alfonso se hacía fuerte. Para reforzar su posición, se reconcilió con el Cid, que acudió a Toledo a finales de 1086 o principios de 1087. Como consecuencia de la grave derrota, las taifas andalusíes dejaron de pagarle parias; esto supuso un grave menoscabo de los fondos militares de la Corona leonesa. Como consecuencia de esta falta de fondos, el rey hubo de confiar la defensa de la frontera cada vez más a grandes señores: el Cid en el este, Álvar Fáñez entre Valencia y Toledo y en esta, Pedro Ansúrez. Más al oeste, la misma tarea quedó en manos del conde Raimundo, yerno del monarca. El Cid logró volver a someter a las taifas levantinas a Alfonso a lo largo de los dos años siguientes.
Aunque la cruzada no llegó finalmente a organizarse, sí conllevó la entrada en la península de un importante número de cruzados entre los que destacaban Raimundo de Borgoña y Enrique de Borgoña, que contrajeron matrimonio con dos hijas de Alfonso, Urraca (1090) y Teresa (1094), lo que originó la implantación de la dinastía borgoñona en los reinos peninsulares. Algunos de los cruzados sitiaron infructuosamente Tudela en el invierno de 1087, antes de retirarse. Ese mismo año, el rey aplastó una revuelta en Galicia, que pretendía liberar a su hermano García.
En 1088 Yusuf ibn Tasufin cruzó por segunda vez el estrecho, pero fue derrotado en el sitio de Aledo y sufrió la deserción de muchos de los reyes de las taifas musulmanas, lo que motivó que, en su próxima venida, el emir llegase con la decisión de destituirlos a todos y quedarse él como único rey de todo al-Ándalus. Alfonso empleaba ese castillo como base de correrías por las tierras orientales de la taifa sevillana, actividad que continuó de 1087 a 1090. Gracias al fracaso musulmán ante Aledo, Alfonso había podido reanudar el cobro de las parias, mediante amenazas de talar el territorio granadino en el caso del soberano de esta ciudad y corriendo el territorio sevillano para recuperar la sumisión de la ciudad del Guadalquivir. Enemistado definitivamente Abd Allah ibn Buluggin de Granada con Ibn Tasufin, Alfonso se comprometió a socorrerlo a cambio de su sumisión. Al igual que Granada, Zaragoza y otros territorios musulmanes del este peninsulares reanudaron el pago de parias al rey leonés. Durante los cinco años siguientes, Alfonso se presentó como el defensor de la independencia de las taifas peninsulares frente a los almorávides, si bien la imposición de parias complicaba los pactos con los emires andalusíes. Estos tributos, empero, eran fundamentales para garantizar los ingresos reales, base de la munificencia real que sostenía en parte el poder y el prestigio del monarca. Los intentos de imponerlos de nuevo a la taifa sevillana mediante una incursión en su territorio resultó no solo un fracaso, sino contraproducente: el emir sevillano se negó a abonarlos y llamó en su auxilio a los almorávides. Parece que Alfonso no participó personalmente en esta campaña.
En junio de 1090, los almorávides realizaron un tercer desembarco: destituyeron al rey de Granada, vencieron a al-Mamún, gobernador de Córdoba, y tras la batalla de Almodóvar del Río, entraron en Sevilla enviando al exilio a su rey al-Mutámid. Su asedio de Toledo resultó infructuoso y, ante la tardía llegada de Alfonso en socorro de la ciudad en agosto, lo abandonaron. En la segunda mitad del año y la primera del siguiente, se apoderaron de todas las taifas sureñas; Alfonso, que se había comprometido a ayudar al soberano de Sevilla, fracasó en este propósito. El rey sufrió reveses en todos los frentes: en el este no consiguió apoderarse de Tortosa por la tardía llegada de la flota genovesa que debía participar en su toma; más al sur, al-Qádir fue depuesto en una revuelta; en el sur, su relación con Zaida, nuera del emir sevillano, no sirvió para favorecer su imagen de paladín del islam peninsular frente a los almorávides; finalmente, en el oeste, la alianza con el emir de Badajoz no bastó para librar a este de la conquista de su territorio por los magrebíes. Como precio del pacto, Alfonso había obtenido Lisboa, Sintra y Santarém, pero las perdió en noviembre de 1094, cuando su yerno Raimundo, encargado de su defensa, fue derrotado por el ejército almorávide que había tomado Badajoz poco antes. Alfonso se había apoderado fácilmente de las tres a finales de abril y comienzos de mayo de 1093 y, con ellas, se había adueñado de todo Portugal al norte del Tajo. La única buena nueva para Alfonso la proporcionó el Cid, que consiguió recuperar Valencia en junio de 1094 y vencer al ejército almorávide que avanzó contra él en octubre en la batalla de Cuarte; esta victoria fijó la frontera oriental durante aproximadamente una década.
En 1093 Raimundo había recibido el gobierno de amplios territorios: toda la costa atlántica gallega y portuguesa al norte del Tajo. No obstante, el nacimiento de Sancho Alfónsez ese año —quizá el 13 de septiembre— y la muerte de la reina Constanza supusieron serios reveses para las ambiciones del conde, pues lo alejaron del poder y menguaron su influencia en la corte. Como colofón, Alfonso decidió desposar en las Navidades de 1094 a una lombarda, Berta, en vez de escoger nuevamente a una mujer francesa, medida que debió tomar para reducir la influencia borgoñona en León. En agosto y septiembre de 1095, los reyes recorrieron las tierras de Raimundo. Seguidamente, el rey desbarató con astucia una conjura en su contra de sus yernos Raimundo y Enrique, que deseaban repartirse el reino a su muerte. Para enemistarlos, Alfonso casó a su hija Teresa con Enrique en 1096, y concedió al matrimonio el gobierno del condado de Portugal, hasta entonces dominado por Raimundo, que comprendía las tierras desde el Miño hasta Santarém, mientras que el gobierno de Raimundo se limitaba a Galicia. La medida privó a Raimundo de la mitad de sus tierras e hizo de Enrique un nuevo rival por el trono leonés.
Otro aspecto que le permitió a Alfonso mantener su autoridad en el reino fueron las buenas relaciones que mantuvo con el papado. Los apuros del papa Urbano II por sus enfrentamientos con el emperador alemán Enrique IV y el rey francés Felipe I favorecieron el entendimiento entre el pontífice y el soberano leonés, interesado como lo habían estado sus antecesores en el trono en dominar la iglesia del reino y sus abundantes recursos.

De este modo los dos primos en vez de aliados se convirtieron en rivales con intereses contrapuestos; su pacto sucesorio saltaba por los aires, y a partir de entonces cada uno de ellos trataría de ganarse el favor de Alfonso.

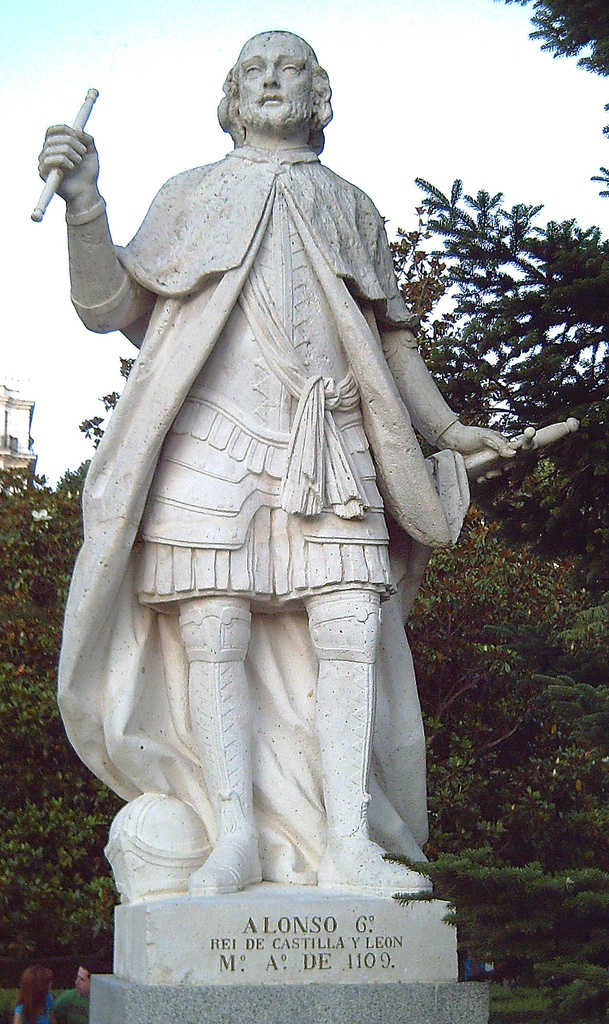
Estatua de Alfonso VI en los Jardines de Sabatini de Madrid (F. Corral, 1753).

En 1097 se produjo un cuarto desembarco almorávide. La noticia la recibió Alfonso VI cuando probablemente se dirigía a Zaragoza para prestar ayuda a su vasallo el rey al-Musta'in II en su enfrentamiento con el recién coronado Pedro I de Aragón. El objetivo almorávide era nuevamente Toledo, en cuyo camino se encontraba el castillo de Consuegra y donde, el 15 de agosto, se encontraron con las tropas cristianas que nuevamente resultaron derrotadas en la batalla homónima. Poco después, los almorávides vencieron también a Álvar Fáñez en la región de Cuenca, el otro extremo de la línea defensiva leonesa. Al poco y sin lograr expugnar Consuegra, donde se habían refugiado los restos del ejército real, los almorávides se retiraron. Las derrotas no comportaron pérdidas territoriales ni incursiones enemigas y el rey volvió a Sahagún algo después, en septiembre u octubre. Se cree que la corte pasó la Navidad en Santiago y no en León o Sahagún, como era habitual. El verano del año siguiente, Alfonso se dedicó a reforzar la frontera suroriental del reino, entre las plazas musulmanas de Atienza, Sigüenza y Medinaceli, la propia de San Esteban de Gormaz y la sierra de Guadarrama, para estorbar las comunicaciones del movimiento enemigo entre el sur y Zaragoza.
En 1099, los almorávides conquistaron gran parte de los castillos que defendían la zona toledana —Consuegra cayó en junio— y al año siguiente trataron de apoderarse de Toledo, infructuosamente. La campaña de 1099 supuso la pérdida para los leoneses de la mitad meridional de la taifa toledana conquistada la década anterior, la fijación de la frontera aproximadamente en el Tajo y, en consecuencia, que Toledo quedase en una situación vulnerable, como plaza fronteriza. Alfonso, que se cree que dirigió la defensa de la frontera meridional en la campaña de 1099, se retiró pronto a Sahagún, en octubre; pasó allí la Navidad y la reina Berta murió poco después, a principios de 1100. La reina debía llevar tiempo enferma porque el rey tardó poco en escoger nueva consorte.
Dirigió la defensa de Toledo en 1100 Enrique, el yerno de Alfonso, pues este había marchado a Valencia a inspeccionar sus defensas; el Cid había fallecido el año anterior y el gobierno de la ciudad recaía entonces en su viuda, Jimena. La pérdida de Valencia auguraba también la conquista almorávide de Zaragoza y con ella, la pérdida de la última fuente de parias para los leoneses y una nueva amenaza a la frontera oriental del reino.
A principios de 1101 falleció Urraca, la última de los hermanos del rey que aún quedaba con vida y que había sido una estrecha consejera del soberano. Alfonso debió permanecer en Sahagún al menos hasta la Pascua, que se año cayó a finales de abril. La principal labor militar del año fue el reforzamiento de Salamanca y Ávila como bastiones ante la posible pérdida de Toledo; las dos localidades debían servir de protección occidental de la zona al sur del Duero, aún en asimilación. La primera debía vigilar la antigua Vía de la Plata que comunicaba Mérida con Zamora y la segunda, el acceso a la región a través del puerto de Arrebatacapas en la sierra de Guadarrama. La tarea quedó encomendada al conde Raimundo.
En 1102, Alfonso envió tropas en auxilio de Valencia frente a la amenaza almorávide. La batalla entre leoneses y almorávides tuvo lugar en Cullera y terminó sin un claro vencedor, aunque Valencia cayó en manos almorávides ante lo costoso que resultaba para Alfonso defender esta plaza. Alfonso supervisó la evacuación de la ciudad en marzo y abril, y le prendió fuego antes de marcharse; en mayo, los almorávides se adueñaron de ella. La pérdida de Valencia auguraba la caída en manos almorávides de Zaragoza y, con ella, el surgimiento de una grave amenaza para la frontera oriental del reino. El emir zaragozano, ante el cariz que tomaban los acontecimientos, envió a su hijo a pactar con Ibn-Tasufin y dejó de pagar parias a Alfonso. Para proteger la zona al sur del Duero por el este, el rey leonés nombró un obispo para Osma en 1102 y cercó y tomó Medinaceli (en julio de 1104, tras largo asedio), plaza clave que permitía el ataque hacia la región toledana desde el este a lo largo del valle del Jalón, en 1104. La localidad, además, estaba en el camino que unía Zaragoza con Toledo y, allende el Tajo, con Córdoba y Sevilla. En 1104, 1105 y 1106, realizó varias incursiones en el territorio andalusí; en la última alcanzó Málaga y pudo escoltar en su vuelta a mozárabes que se instalaron en su reino como repobladores. En el otoño de 1106, estuvo en el este de Castilla y luego retornó como era habitual a León. En 1107 no hubo combates destacados. El rey pasó las Navidades de ese año en Sahagún y en mayo proclamó heredero a Sancho Alfónsez en León.
En 1108 las tropas del almorávide Tamim, gobernador de Córdoba e hijo de Yúsuf ibn Tasufín, se dirigieron nuevamente contra los territorios cristianos, pero la plaza elegida no fue Toledo, sino Uclés. Alfonso se encontraba en Sahagún, recién casado, mayor y con una vieja herida que le impedía montar a caballo. Al mando del ejército se puso Álvar Fáñez, gobernador de las tierras de los Banu Di-l-Nun, y le acompañó el infante heredero Sancho Alfónsez. Los ejércitos se enfrentaron en la batalla de Uclés, donde las tropas cristianas sufrieron otra dura derrota y en la que, además, pereció el infante heredero al trono, lo que tuvo como consecuencia un parón de treinta años en la reconquista y la independencia del condado portugués. La situación militar también era grave, pues los almorávides se apoderaron casi de inmediato de toda la franja defensiva del Tajo de Aranjuez a Zorita y se produjeron levantamientos de la población musulmana de la región. Alfonso se apresuró en acudir al sur, para defender las tierras fronterizas, aunque en septiembre, ante la falta del previsto asalto enemigo a Toledo, ya había vuelto a Sahagún.

## Esposas, concubinas y descendencia
En 1067 se negoció su matrimonio con Ágata de Normandía, hija del rey Guillermo I de Inglaterra y de Matilde de Flandes, pero su muerte prematura frustró el proyecto. 

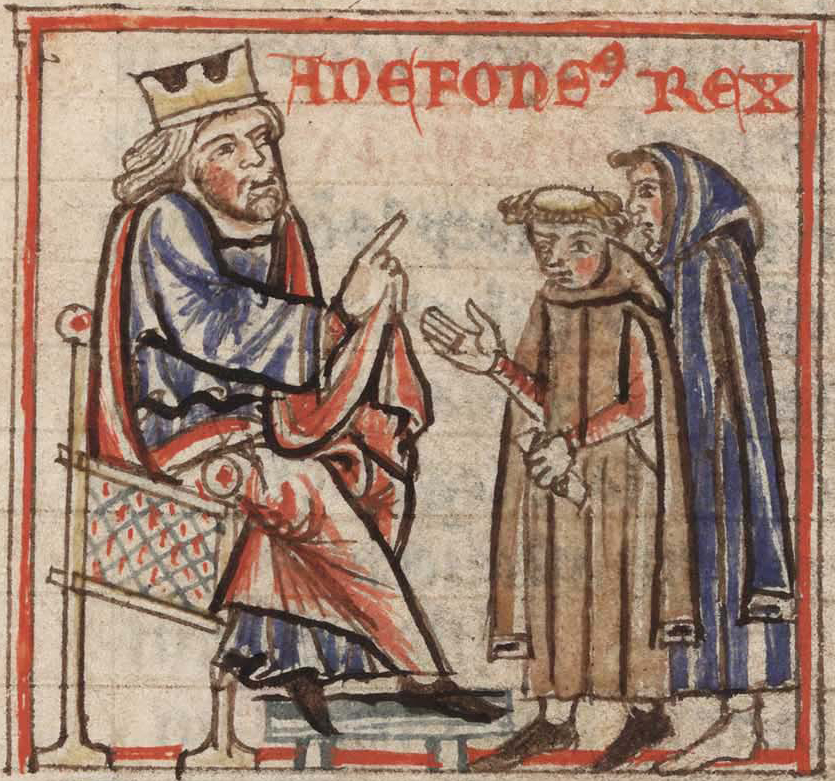
Miniatura del manuscrito de 1513 de la Biblioteca Nacional que representa una escena del Chronicon regum legionensium del Obispo Pelayo

Según el obispo Pelayo de Oviedo, coetáneo del rey, en su Chronicon regum legionensium,  Alfonso VI tuvo cinco esposas y dos concubinas nobilissimas. Las esposas fueron, según el obispo,  Inés, Constanza, Berta, Isabel y Beatriz y las concubinas Jimena Muñoz y Zaida.

### Inés de Aquitania
En 1069 se firmó el acuerdo de esponsales con Inés de Aquitania, hija de Guido Guillermo VIII, duque de Aquitania y conde de Poitiers y de Matilde de la Marche. Inés apenas contaba con diez años de edad y hubo que esperar hasta que cumpliese los catorce años para celebrar el matrimonio que tuvo lugar a finales de 1073 o principios de 1074. Aparece en diplomas reales hasta el 22 de mayo de 1077 y a partir de esa fecha, el rey aparece solo en la documentación. Inés falleció el 6 de junio de 1078.
Reilly sugiere que el año anterior se había anulado el matrimonio, probablemente por la falta de hijos. Sin embargo, Gambra discrepa y opina que no existen fuentes fidedignas que avalen tal aseveración. La información sobre el supuesto repudio solo aparece en un tomo de L'art de vérifier les dates y, según Gambra, «Se hace imposible, a falta de mejores referencias, conceder crédito a la afirmación del repudio de Inés». Además, señala que el Tudense, en su Chronicon mundi, indica que la reina fue sepultada en Sahagún. Finalmente, señala que «si realmente se hubiese producido un hecho de dicha envergadura, carecería de sentido [...] que Alfonso VI contrajese matrimonio inmediatamente con otra princesa de la familia de Inés». Inés y la siguiente esposa del rey, Constanza, eran primas en tercer grado, ambas descendientes del duque Guillermo III de Aquitania.
Por otro lado, Orderico Vital, cronista inglés del siglo XII, decía que el matrimonio de Inés y el rey Alfonso había sido anulado en 1080 por razones de consanguinidad y que Inés había vuelto a casar en 1109 con Elías de la Flèche, conde de Maine. Según Jaime de Salazar y Acha, la que casó con el conde de Maine fue Beatriz, la última esposa de Alfonso VI.

### Jimena Muñoz
Después de la muerte de Inés, el rey mantuvo una relación con Jimena Muñoz, concubina nobilissima, según el obispo Pelayo de Oviedo de la cual nacieron dos hijas entre 1078 y 1080.
- Elvira Alfónsez (c. 1079-abril de 1157), se casó con Raimundo IV de Tolosa,[57] conde de Tolosa, y después de enviudar con el conde Fernando Fernández de Carrión.[123]
- Teresa Alfónsez.[122] Condesa de Portugal como parte de su dote nupcial, contrajo matrimonio con Enrique de Borgoña.[57] El hijo de ambos, Alfonso I Enríquez, fue el primer rey de Portugal.[122]

### Constanza de Borgoña
Contrajo matrimonio por segunda vez a finales de 1079 con Constanza de Borgoña, con quien aparece por primera vez el 8 de mayo de 1080, viuda, sin hijos, del conde Hugo II de Chalon-sur-Saône, e hija de Roberto el Viejo, duque de Borgoña y Hélie de Semur, y bisnieta de Hugo Capeto, rey de Francia. También era sobrina del abad Hugo de Cluny, y tía de Enrique de Borgoña. Fue precisamente el deseo del rey de estrechar lazos con la poderosa abadía de Cluny el motivo del desposorio.
Fruto de este matrimonio, que duró hasta la muerte de la reina en 1093, nacieron seis hijos, cinco de ellos fallecidos en la niñez, y la única que sobrevivió fue:
- Urraca I de León[133] (1081-1126), que sucedió a su padre en el trono.[134] Contrajo dos matrimonios; con Raimundo de Borgoña[57] y con Alfonso el Batallador, rey de Aragón. Tuvo también dos hijos fruto de su relación con el conde Pedro González de Lara.[135] Le sucedió el hijo que había tenido con Raimundo de Borgoña, Alfonso VII el Emperador.[124]

### Zaida
El obispo Pelayo de Oviedo menciona a Zaida como una de las dos concubinas del rey y dice que fue hija de Al-Mu'támid rey taifa de Sevilla. Zaida, en realidad, era su nuera, casada con su hijo Abu Nasr al-Fath al-Ma'mun, rey de la taifa de Córdoba. En marzo de 1091 los almorávides sitiaron la ciudad de Córdoba. El marido de Zaida, que murió durante el asedio el 26/27 de ese mes, como medida de precaución, envió a su esposa Zaida y sus hijos a Almodóvar del Río. Después de enviudar, Zaida buscó la protección en la corte del rey leonés y ella y sus hijos se convirtieron al cristianismo, fue bautizada con el nombre de Isabel y se convirtió en la concubina del rey.
De esta relación nació entre 1091 y 1095, posiblemente en 1094:
- Sancho Alfónsez (c. 1094-1108),[139][140] su único hijo varón y heredero del trono. Su prematura muerte en la batalla de Uclés aceleró el fin de su padre.

En la crónica De rebus Hispaniae, del arzobispo de Toledo Rodrigo Jiménez de Rada, la mora Zaida se cuenta entre las esposas de Alfonso VI. Pero la Crónica najerense y el Chronicon mundi indican que Zaida fue concubina y no esposa de Alfonso VI.. 
Según Jaime de Salazar y Acha, seguido por otros autores, entre ellos, Gonzalo Martínez Díez, contrajeron matrimonio en 1100, quedando legitimado el hijo de ambos que se convirtió en príncipe heredero del reino cristiano. Para Salazar y Acha, Zaida y la cuarta esposa del rey, Isabel, son la misma persona, «Pese a los ímprobos esfuerzos de los historiadores posteriores por intentarnos demostrar que no era la mora Zaida», y también sería la madre de Elvira y de Sancha Alfónsez. Otra razón que esgrime el autor es el hecho que poco después de la boda del rey con Isabel, el infante Sancho comienza a confirmar diplomas regios y de no ser la nueva reina Zaida, no hubiera consentido el nuevo protagonismo de Sancho en detrimento de sus posibles futuros hijos. También cita un diploma en la catedral de Astorga del 14 de abril de 1107 donde el rey concede unos fueros y actúa cum uxore mea Elisabet et filio nostro Sancio. Este es el único diploma donde se cita como «nuestro hijo», ya que en otros solamente figura como hijo del rey aunque también aparece la reina Isabel. 
Reilly acepta que fueron dos Isabel, la mora Zaida —bautizada Isabel— y la otra Isabel, pero argumenta que para reforzar la posición de Sancho Alfónsez, el rey Alfonso anuló el matrimonio con Isabel en marzo de 1106 y se casó con Zaida. La hipótesis de que Alfonso VI se había casado con Zaida ya había sido rechazada por Menéndez Pidal y por Lévi-Provençal.
El 27 de marzo de 1106, el rey Alfonso confirmó una donación al monasterio de Lorenzana: (...) eiusdemque Helisabeth regina sub maritali copula legaliter aderente, una fórmula inusual que confirma un legítimo matrimonio. Salazar y Acha y Reilly interpretan esta cita como prueba de que el rey había casado con Zaida, legitimando así al hijo de ambos y la relación de concubinato. Gambra, sin embargo, se opone y dice que es «una argumentación extremadamente endeble, empezando por la referencia documental, escasamente significativa. Su carácter es más bien ornamental y literario». Montaner Frutos también dice que la hipótesis es «poco verosímil y problemática» ya que no era necesario que el rey casase con Zaida para legitimar a su hijo Alfonso y que, además, Isabel la francesa falleció en 1107 según reza en su epitafio. También menciona Montaner Frutos una donación de la reina Urraca años después, en 1115, cuando donó unas propiedades a la catedral de Toledo y solamente menciona a una Isabel como la esposa del rey.

### Berta
El 25 de noviembre de 1093 contrajo un tercer matrimonio con Berta, aunque en un documento del 13 de abril de 1094 no se cita lo cual «resulta extraño porque se inscribe en una época en la que ya es habitual la inclusión de la regia consorte en el tenor diplomático». Parece que la elección de Alfonso se debió a su deseo de limitar la influencia borgoñona en el reino. El genealogista Szabolcs de Vajay, por razones onomásticas, sugiere que Berta era miembro de la casa de Saboya, hija de Amadeo II de Saboya (m. 1180), hermano de Pedro I de Saboya, sobrina nieta de Berta de Saboya, bisnieta de Berta d'Este y prima hermana de otra Berta, quien fue reina por su matrimonio con Pedro I de Aragón. Su presencia en la corte se registra por primera vez el 28 de abril de 1095. Falleció entre el 17 de noviembre de 1099, fecha en que confirma un diploma real por última vez, y el 15 de enero de 1100 cuando el rey aparece solo en una donación a la catedral de Santiago de Compostela. El 25 de enero de 1100 el rey realizó una donación al monasterio de Sahagún en memoria de su difunta esposa de quien no hubo descendencia.

### Isabel
Su penúltimo matrimonio fue a principios de 1100 con Isabel y «la polémica ha radicado durante siglos en si esta última era la mora Zaida o un personaje distinto». Ambos aparecen juntos por primera vez el 14 de mayo de 1100 aunque el diploma es considerado sospechoso, y la segunda vez en ese mismo año pero sin fecha. Las últimas menciones de Isabel en diplomas reales fueron el 8 y el 14 de mayo de 1107 y probablemente murió a mediados de ese año. Esta es, según Salazar y Acha, Zaida que después de su bautismo se llamó Isabel. Su origen es incierto. El obispo Pelayo no se refiere a su origen. Lucas de Tuy en el siglo XIII, basándose en el epitafio de Isabel, la hace hija del rey Luis de Francia, quien por esas fechas tendría que ser Luis VI, aunque no consta que tuviera una hija llamada Isabel y, además, de ser así, esta hubiera tenido unos cinco o seis años de edad al casar. Reilly considera que su origen probablemente fue borgoñón, aunque no consta en la documentación.
Nacieron dos hijas de este matrimonio:
- Sancha Alfónsez (c. 1102-c. 1125), fue la primera esposa de Rodrigo González de Lara,[168] conde de Liébana, con quien tuvo a Elvira Rodríguez de Lara, mujer del conde Ermengol VI de Urgel, a Urraca[169] y posiblemente a Sancha Rodríguez.[170][m]

- Elvira Alfónsez (c. septiembre 1103[168]-6 de febrero de 1135[168]), contrajo matrimonio en 1117 con Roger II, rey de Sicilia y duque de Apulia (m. 26 de febrero de 1154).[168]

### Beatriz
El rey Alfonso contrajo un quinto matrimonio, posiblemente en los primeros meses de 1108, con Beatriz. Ambos aparecen juntos por primera vez el 28 de mayo de 1108 en la catedral de Astorga y después en otros dos diplomas reales; el 1 de enero de 1109 en la catedral de León y por última vez el 25 de abril del mismo año en la catedral de Oviedo, unos tres meses antes de la muerte del rey.  Según el obispo Pelayo de Oviedo, una vez viuda del rey, Beatriz regresó a su patria. Jaime de Salazar y Acha sugiere que fue hija de Guillermo de Poitiers, duque de Aquitania y conde de Poitiers, y de Hildegarda de Borgoña y que después de enviudar volvió a contraer matrimonio con Elías de la Flèche, conde de Maine. No hubo descendencia de este matrimonio.

## Crisis sucesoria
Alfonso, ya anciano, tuvo que ocuparse del problema sucesorio. Berta había muerto sin darle un heredero a finales de 1099; poco después Alfonso se casó con una francesa que le dio dos hijas, pero ningún varón. Para complicar aún más la situación, en marzo de 1105 nació Alfonso Raimúndez, hijo de Urraca y Raimundo y nieto, por tanto de Alfonso. A este posible pretendiente a la corona se oponía el hijo del rey con Zaida, Sancho. Montenegro, opina que el rey legitimó a Sancho probablemente coincidiendo con la reunión de un concilio en Carrión de los Condes en enero de 1103 debido a que desde esa fecha, Sancho comienza a encabezar la lista de los confirmantes de diplomas reales, antes que sus cuñados Enrique y Raimundo de Borgoña. En mayo de 1107 Alfonso impuso el reconocimiento de Sancho como heredero, a pesar del probable disgusto de sus hijas y yernos, en el transcurso de una curia regia celebrada en León. La situación mejoró para el rey con la muerte de Raimundo en septiembre y el acuerdo con Urraca para que esta quedase como señora vitalicia de Galicia, salvo en caso de que se casase, ya que entonces pasaría a su hijo. Pocos meses más tarde, a comienzos de 1108, falleció también la esposa de Alfonso que, pese a su edad, volvió a contraer matrimonio con la francesa Beatriz, con la que no tuvo hijos y que le sobrevivió. La derrota de Uclés había resucitado el problema de la sucesión de Alfonso al fallecer en los combates el heredero, Sancho Alfónsez.
Para asegurar la sucesión, Alfonso eligió entonces a Urraca, pero decidió casarla con su rival y famoso guerrero Alfonso I de Aragón en el otoño de 1108. Parte de la nobleza y del clero sugirió que la infanta desposase al principal de los nobles castellanos, Gómez González, conde de Lara, pero el rey se opuso firmemente y escogió al rey aragonés. Aunque el matrimonio se celebró a finales del año siguiente, no condujo a la esperada estabilidad, sino a una larga guerra civil que se prolongó ocho años. El matrimonio resultó estéril y, tras la muerte de Alfonso, la mayoría de la nobleza y de los obispos del reino rehusaron someterse al Batallador.

## Muerte y sepultura
Tras pasar el invierno probablemente en Sahagún, marchó a finales de mayo de 1109 o poco después a Toledo, para aprestarse a defender la frontera de la esperada acometida almorávide consecuencia del descalabro de Uclés. En la primavera, el enemigo se había apoderado de Alcalá de Henares. Poco antes de la marcha de Alfonso al sur, Teresa y Enrique abandonaron la corte y se dirigieron a sus tierras, ya en malas relaciones con la corte. No asistieron ni a la proclamación como heredera de Urraca en Toledo ni al posterior entierro de Alfonso en Sahagún ni a la coronación de Urraca a finales de julio.
Alfonso VI falleció en la ciudad de Toledo el día 1 de julio de 1109 El rey había acudido a la ciudad a tratar de defenderla de un inminente asalto almorávide y a proclamar Urraca heredera en la ciudad del Tajo. Su muerte acaeció tras la proclamación y desbarató los planes militares. Su cadáver fue conducido a la localidad leonesa de Sahagún, siendo sepultado en el Monasterio de San Benito de Sahagún a finales de julio o principios de agosto, cumpliéndose así la voluntad del monarca. Los restos mortales del rey fueron depositados en un sepulcro de piedra, que fue colocado a los pies de la iglesia del monasterio de San Benito, hasta que, durante el reinado de Sancho IV, pareciéndole indecoroso a este rey que su predecesor estuviese sepultado a los pies del templo, ordenó trasladar el sepulcro al interior del templo, y colocarlo en el crucero de la iglesia, donde se hallaba el sepulcro que contenía los restos de Beatriz Fadrique, hija del infante Fadrique de Castilla, quien había sido ejecutado por orden de su hermano, Alfonso X de Castilla, en 1277. Al fallecer Alfonso, el trono leonés pasó a su hija Urraca.

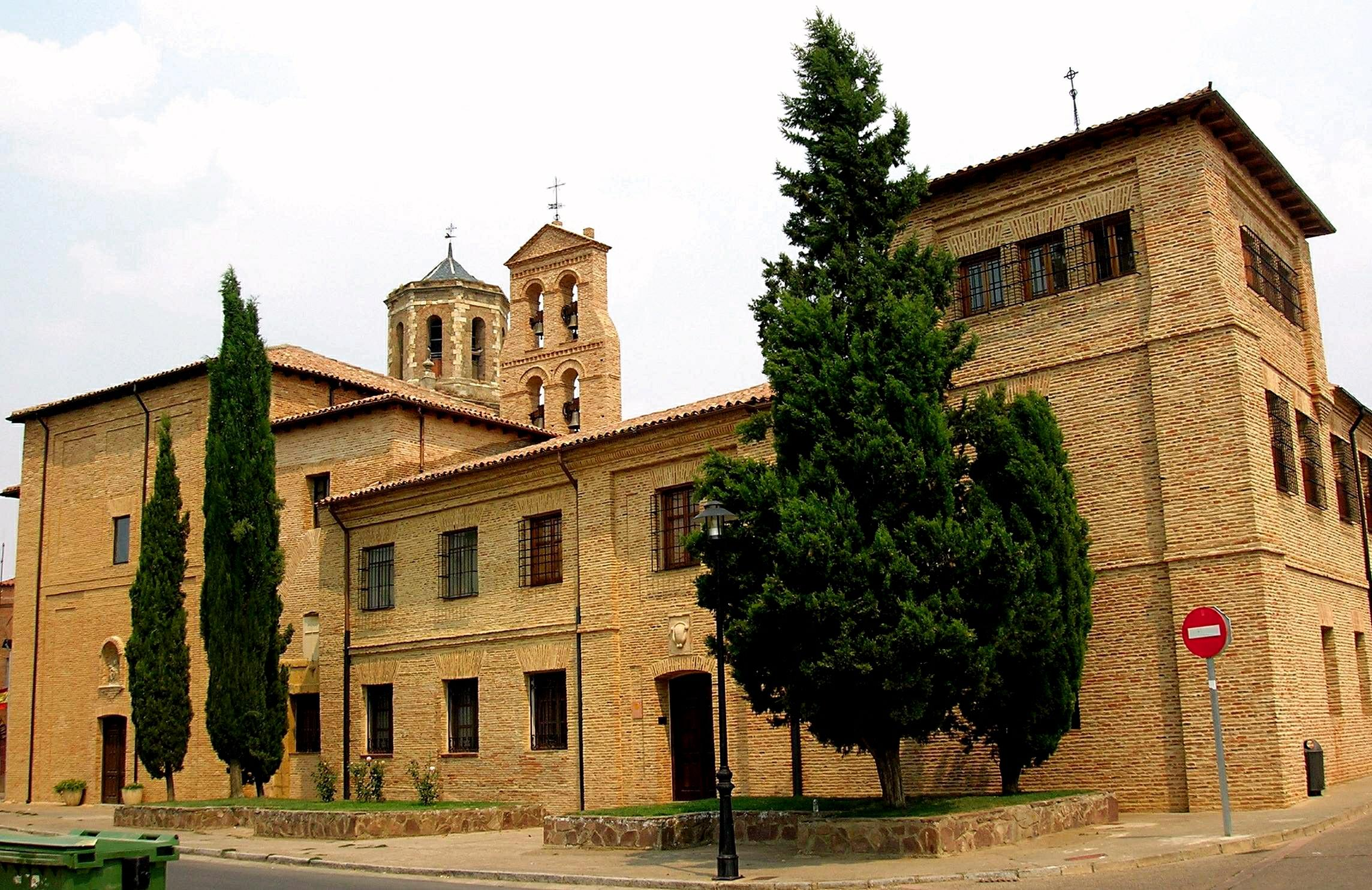
Fachada del monasterio de las monjas benedictinas de Sahagún, donde yacen los restos de Alfonso VI de León

El sepulcro que contuvo los restos del rey, desaparecido en la actualidad, se sustentaba sobre leones de alabastro, y era un arca grande de mármol blanco, de ocho pies de largo y cuatro de ancho y alto, siendo la tapa que lo cubría lisa y de pizarra negra, y estando cubierto el sepulcro de ordinario por un tapiz de seda, tejido en Flandes, en el que aparecía el rey coronado y armado, hallándose en los lados la representación de las armas de Castilla y de León, y en la parte de la cabecera del sepulcro un crucifijo. El sepulcro que contenía los restos de Alfonso VI fue destruido en 1810, durante el incendio que sufrió el monasterio de San Benito. Los restos mortales del rey y los de varias de sus esposas, fueron recogidos y conservados en la cámara abacial hasta 1821, en que fueron expulsados los religiosos del monasterio, siendo entonces depositados por el abad Ramón Alegrías en una caja, que fue colocada en el muro meridional de la capilla del Crucifijo, hasta que, en enero de 1835, los restos fueron recogidos de nuevo e introducidos en otra caja, siendo llevados al archivo, donde se hallaban en esos momentos los despojos de las esposas del soberano. El propósito era colocar todos los restos reales en un nuevo santuario que se estaba construyendo entonces. No obstante, cuando el monasterio de San Benito fue desamortizado en 1835, los religiosos entregaron las dos cajas con los restos reales a un pariente de un religioso, que las ocultó, hasta que en 1902 fueron halladas por el catedrático del Instituto de Zamora Rodrigo Fernández Núñez. En la actualidad, los restos mortales de Alfonso VI el Bravo reposan en el monasterio de las monjas benedictinas de Sahagún, en un sepulcro de mármol crema y con un altorrelieve del monarca, y en un sepulcro contiguo, yacen los restos de varias de las esposas del rey.

## Legado

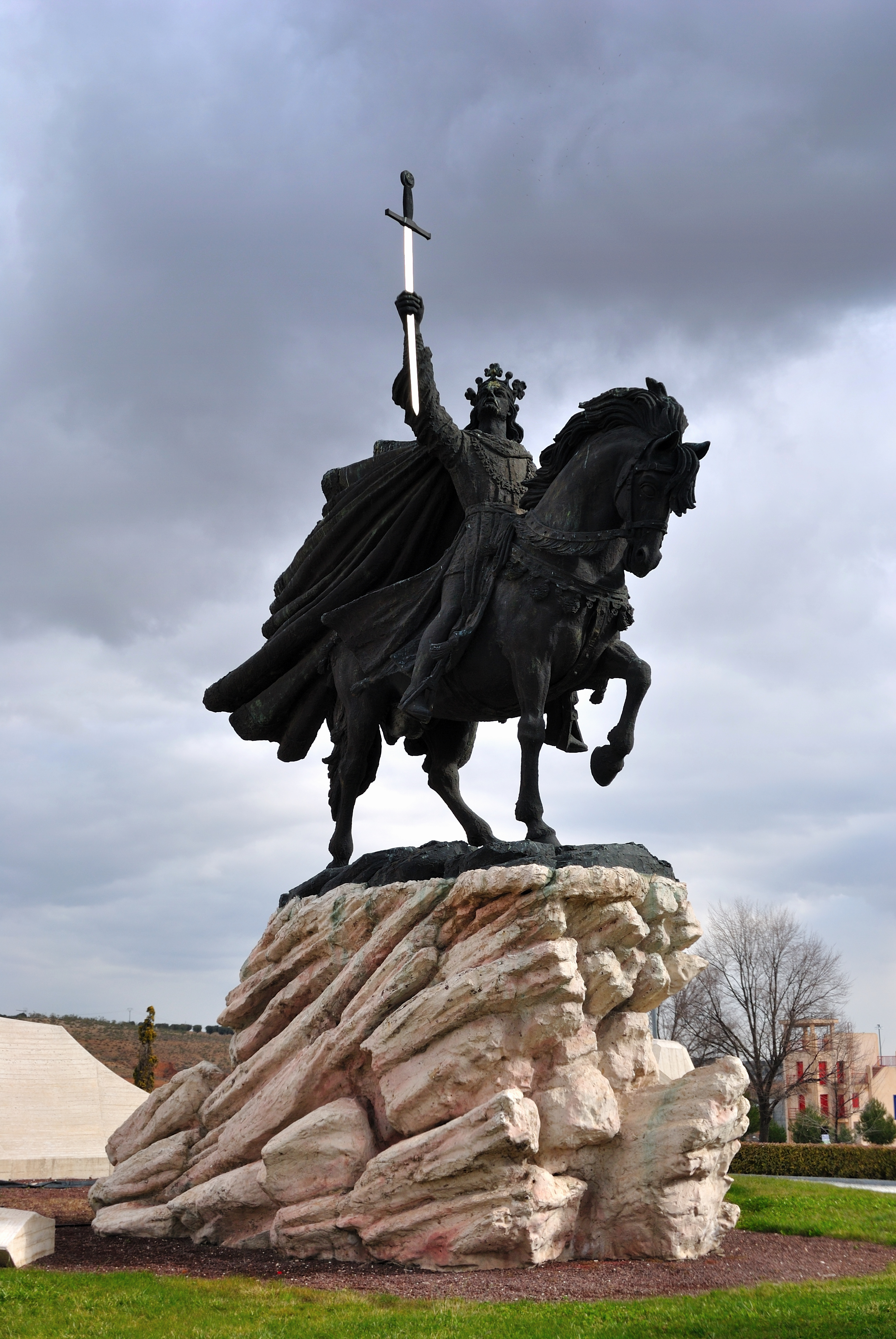
Estatua de Alfonso VI en Toledo

En el terreno cultural, Alfonso VI fomentó la seguridad del Camino de Santiago e impulsó la introducción de la reforma cluniacense en los monasterios de Galicia, León y Castilla. En la primavera de 1073, realizó la primera concesión de un monasterio leonés a los cluniacenses.
El monarca sustituyó la liturgia mozárabe o toledana por la romana. A este respecto cuenta la tradición popular que Alfonso tomó un breviario mozárabe y uno romano y los arrojó al fuego. Al arder solo el breviario romano, el rey volvió a arrojar al fuego el mozárabe, imponiendo así el rito romano. Es posible que esta leyenda sea el origen del refrán que afirma «Allá van las leyes, do quieran los reyes».
Alfonso VI, el conquistador de Toledo, el gran monarca europeizador, ve, en los últimos años de su reinado, cómo la gran obra política realizada se resquebraja ante el empuje almorávide y las debilidades internas. Alfonso VI había asumido plenamente la idea imperial leonesa y su apertura a la influencia europea le había hecho conocer las prácticas políticas feudales que, en la Francia de su tiempo, alcanzaban su expresión más acabada. En la conjunción de estos dos elementos, ve Claudio Sánchez-Albornoz la explicación de la concesión iure hereditario (reparto entre las dos hijas y el hijo del reino en lugar de legar todo el reino al único hijo varón) –más propio de la tradición navarroaragonesa– de los gobiernos de los condados de Galicia y Portugal a sus dos yernos borgoñones, Raimundo, primer marido de Urraca, y Enrique, casado con Teresa. De esa decisión, arrancó, a la vuelta de unos años, la independencia portuguesa y la perspectiva de una Galicia independiente bajo Alfonso Raimúndez, que luego no se hizo realidad al convertirse este en Alfonso VII de León.
| Predecesor: Fernando I                                     | Rey de León 1065-1072                               | Sucesor: Sancho II           |
| Predecesor: García                                         | Rey de Galicia Junto a Sancho II 1071-1072          | Sucesor: Sancho II           |
| Predecesor: Sancho II                                      | Rey de León, Castilla y Galicia 1072-1109           | Sucesor: Urraca I            |
| Predecesor: Título nuevo Al-Cádir como rey taifa de Toledo | Rey de Toledo Incorporado al dominio real 1085-1109 | Sucesor: Urraca I            |
| Predecesor: Fernando I de León                             | Imperator totius Hispaniae 1077-1109                | Sucesor: Alfonso VII de León |